# Weekend (musikalbum)
Weekend är det femte studioalbumet av den svenska rockgruppen The Sounds, utgivet i oktober 2013 genom Warner Music Sweden/Arnioki Records. Albumet spelades in vid Svenska Grammofonstudion i Göteborg och producerades av Alex Newport. På topplistorna nådde Weekend plats 35 i Sverige och plats 42 i Norge.
Låtarna "Shake Shake Shake" och "Hurt the Ones I Love" släpptes som singlar, dock utan några listframgångar.

## Inspelning
Albumet spelades in under en månads tid vid Svenska Grammofonstudion i Göteborg och producerades av Alex Newport, som tidigare arbetat med bland andra Sepultura och Death Cab for Cutie. Skivan mixades sedan vid Future Shock Studio i New York medan mastering utfördes av Howie Weinberg i sin Los Angeles-studio.

## Låtlista
Alla låtar är skrivna och komponerade av Jesper Anderberg , Johan Bengtsson, Fredrik Blond, Maja Ivarsson och Felix Rodriguez. 
| Nr  | Titel                 | Längd |
| --- | --------------------- | ----- |
| 1.  | Shake Shake Shake     | 3:31  |
| 2.  | Take It the Wrong Way | 4:00  |
| 3.  | Hurt the Ones I Love  | 3:52  |
| 4.  | Weekend               | 3:48  |
| 5.  | Great Day             | 4:45  |
| 6.  | Outlaw                | 3:03  |
| 7.  | To Young to Die       | 3:52  |
| 8.  | Panic                 | 3:14  |
| 9.  | Animal                | 3:46  |
| 10. | Emperor               | 3:52  |
| 11. | Young and Wild        | 3:33  |

## Medverkande
The Sounds
- Jesper Anderberg – keyboard, piano, gitarr, sång
- Johan Bengtsson – bas
- Fredrik Blond – trummor
- Maja Ivarsson – sång
- Felix Rodriguez – gitarr, sång

Produktion
- György Barocsai – ljudtekniker
- David Bernfeld – ljudtekniker
- Tyler Curtis – fotografi
- John B. Davis – exekutiv producent, A&R, manager, art director
- Dan Gerbarg – mastering
- Kalle Gustafsson Jerneholm – ljudtekniker
- Per Kristiansen – fotografi (gruppbild)
- Oskar Lindberg – ljudtekniker
- Alex Newport – producent, ljudtekniker, ljudmix
- Jesse Nivens – art director, grafisk formgivning
- The Sounds – medproducent
- Paul Suarez – ljudtekniker
- Howie Weinberg – mastering

Information från Discogs.

## Listplaceringar
| Lista (2013)                | Högsta position |
| --------------------------- | --------------- |
| Norge (VG-lista)            | 42              |
| Sverige (Sverigetopplistan) | 35              |